# Hofje Van Verre (Vlissingen)

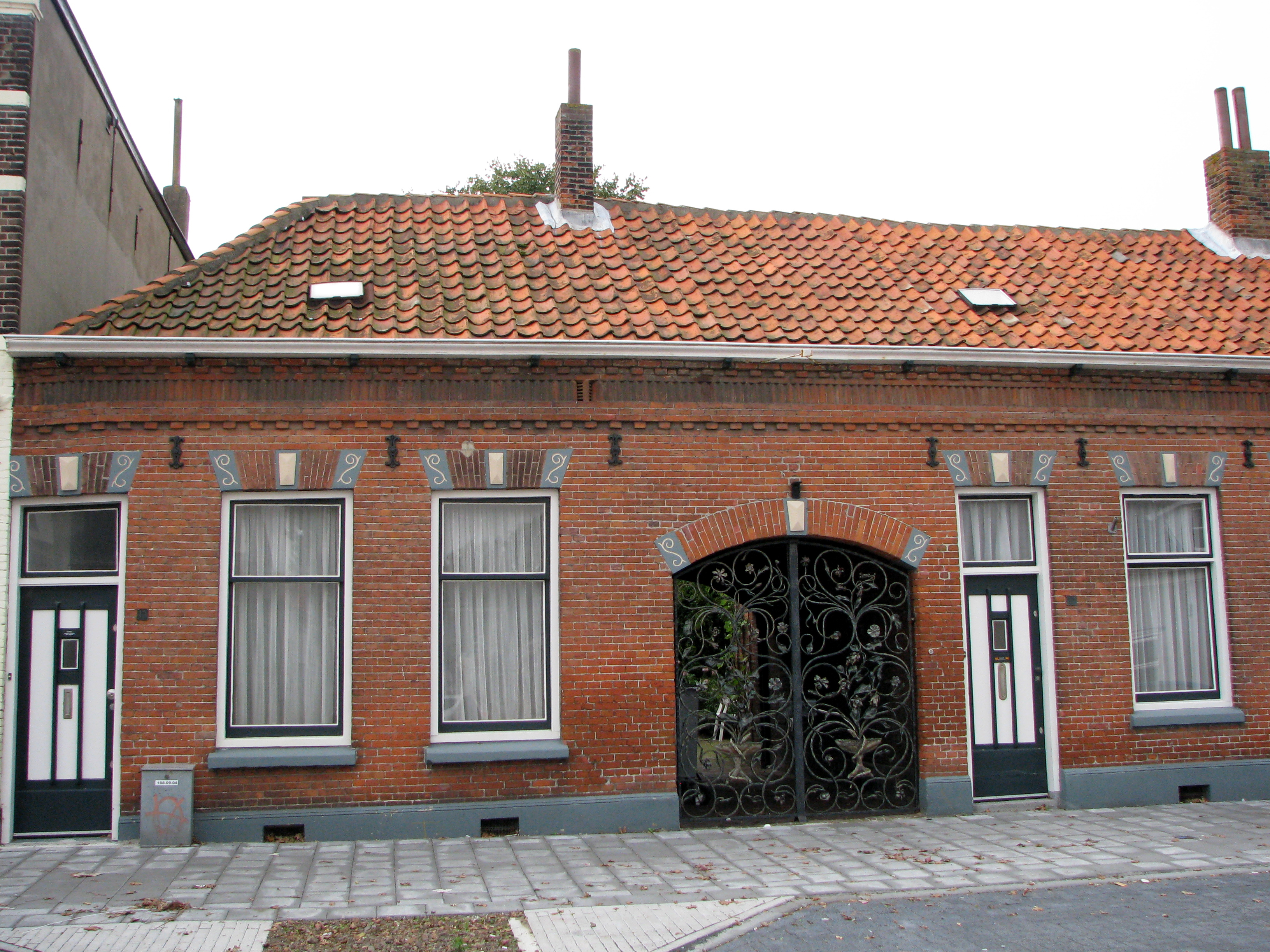
Het Hofje Van Verre in de Hobeinstraat.

Het Hofje Van Verre is gelegen aan de Hobeinstraat in de Nederlandse stad Vlissingen. Het hofje is gebouwd rond 1890 en heeft de status van rijksmonument.

## Geschiedenis

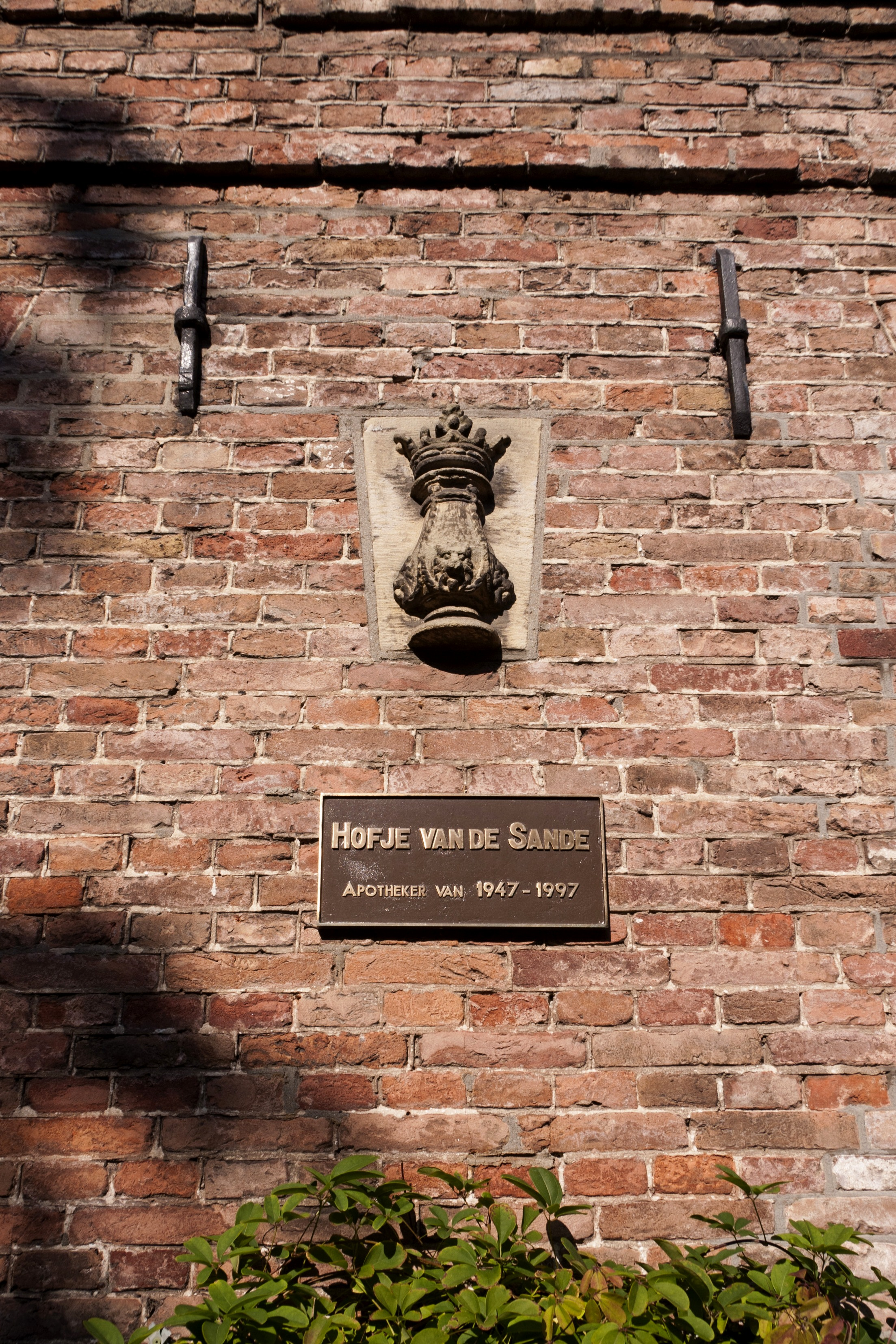
Plaquette Hofje van de Sande en gevelsteen Burgerweeshuis.

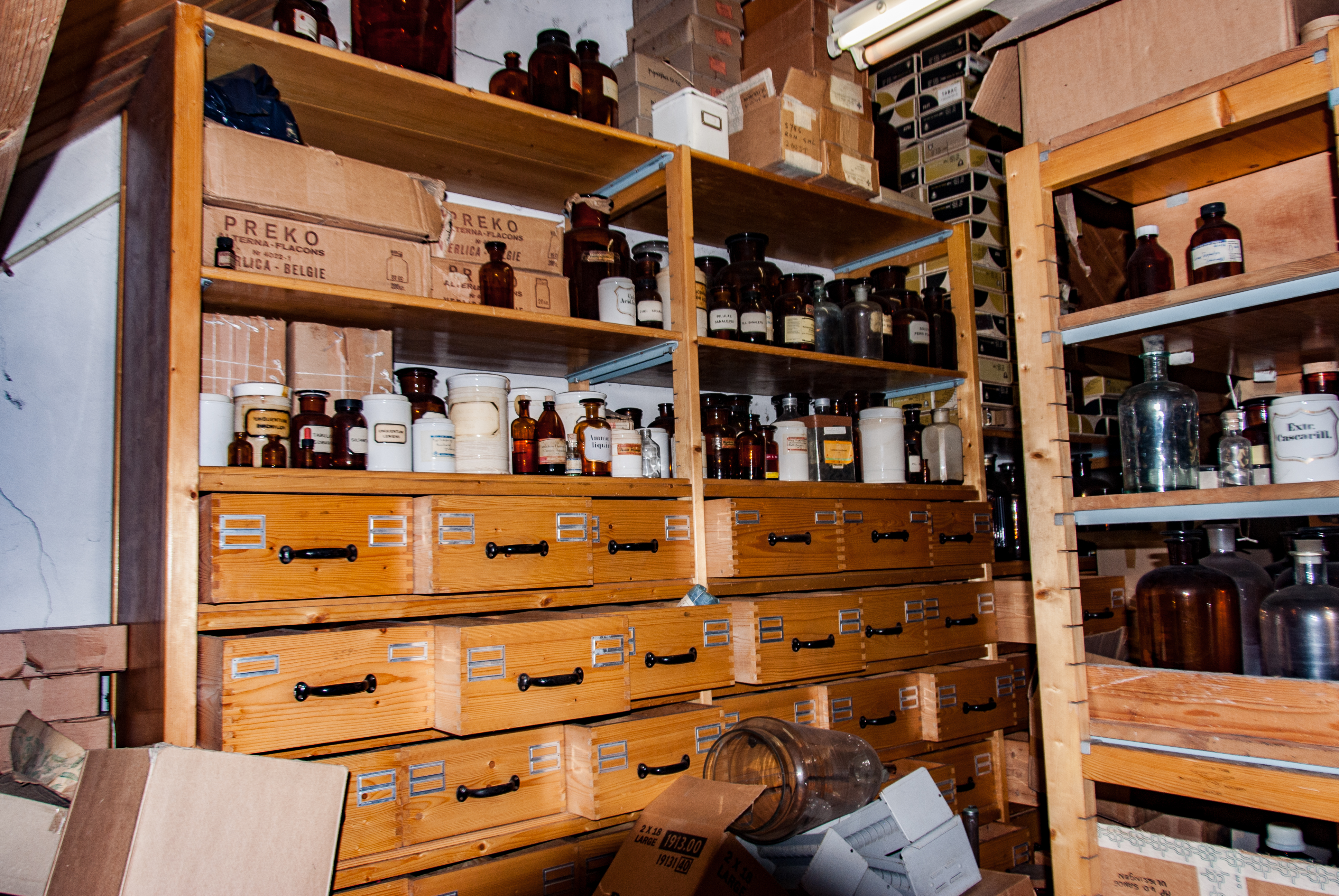
Farmaceutica verzameld door apotheker Van de Sande

Het Hofje Van Verre wordt zo genoemd naar de kruidenier die een winkel in de Coosje Buskenstraat had. Hij was lange tijd eigenaar van het hofje aan de Hobeinstraat en verhuurde de huisjes. In 1958 is het hofje aangekocht door de Vlissingse apotheker J.M.H. van de Sande die het in oude staat liet herstellen. Tijdens het gebruik door Apotheek van de Sande, werd het Hofje van de Sande genoemd. Hij vestigde er een laboratorium, een kruidentuin en opslag van zijn verzameling farmaceutica. Ook was er een bibliotheek met de boekenverzameling van het echtpaar Van de Sande. De heer Van de Sande verzamelde met name boeken over farmacie, homeopathie en aanverwante terreinen. Mevrouw Van de Sande specialiseerde zich in het verzamelen van boeken van en over Dante Alighieri.

## Kunstwerken

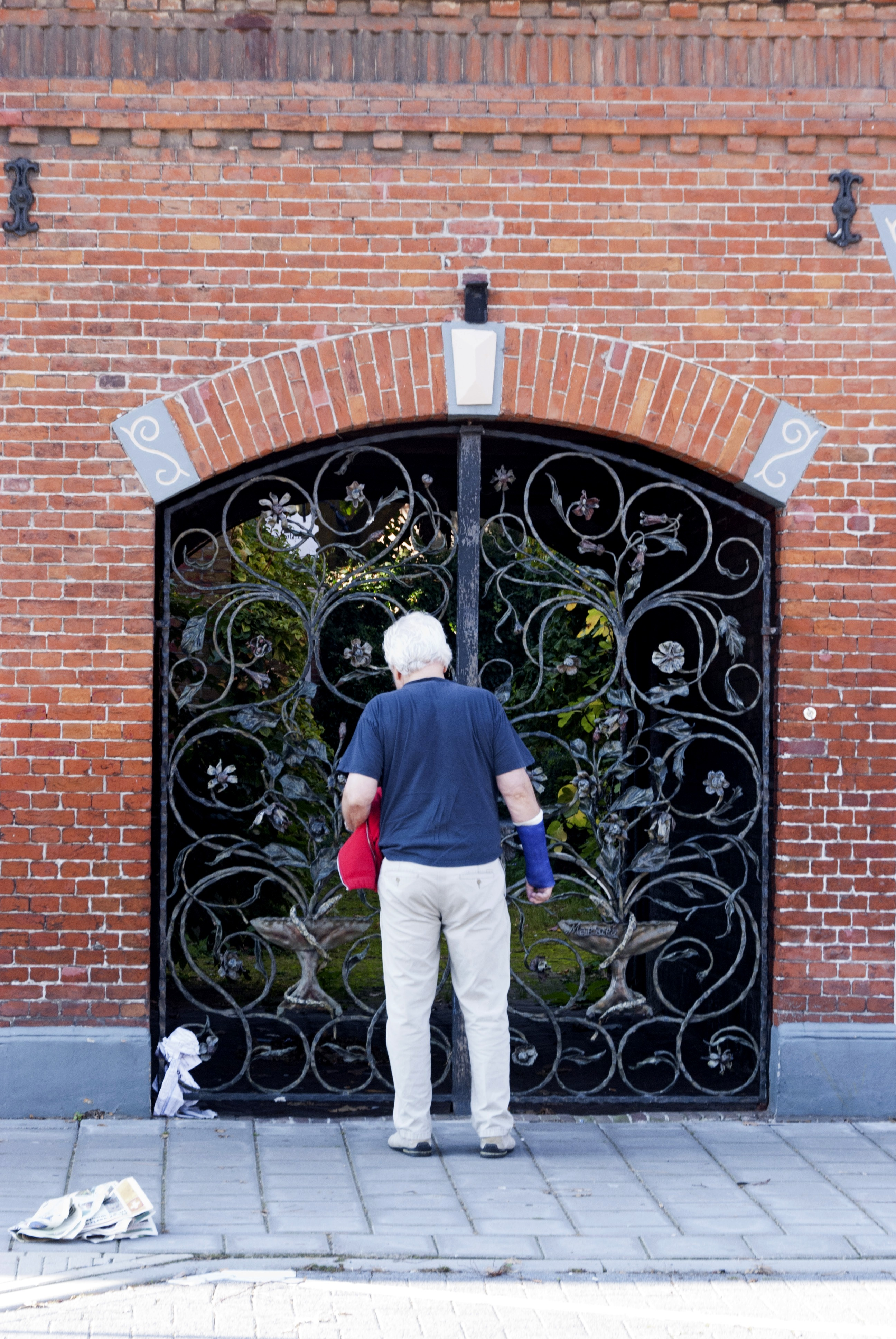
Maritiem historicus dr. Doeke Roos Sr (1932-2014) voor het toegangshek van Hofje van Verre.

In een van de geveltjes is een steen met de Vlissingse fles ingemetseld die afkomstig is uit het gesloopte Burgerweeshuis aan de Badhuisstraat. Bij het honderdjarig bestaan van de aangrenzende apotheek in de Badhuisstraat is in het hofje een bronzen borstbeeld van Van de Sande onthuld door Mw. B.S. van de Sande-Swart samen met gedeputeerde J. de Voogd. Het beeldje is vervaardigd door Nelly Noorman-Hogenhout uit Nieuw-Loosdrecht.

### Toegangspoort
Smeedijzeren hek in de toegangspoort met farmaceutische motieven is vervaardigd door Salvino Marsura (geb. 1938). In dit hek staat centraal het embleem van de pharmacie, de gifbeker met slang. Om de beker zijn een aantal plantaardige geneesmiddelen verwerkt, namelijk Wolfskers (Atropa Bella-Donna L), Kamille (Matricaria Chamomilla), Valkruid (Arnica Montana L), Vingerhoedskruid (Digitalis purpurea L) en Papaver (Papaver Somniferum L). Het smeedwerk is levendig gemaakt door het aanbrengen van kleureffecten. De ontwerpconstructeur is werkzaam geweest te Castrett-Treviso (Italië). (Apotheek van de Sande, Vlissingen, Nederland).

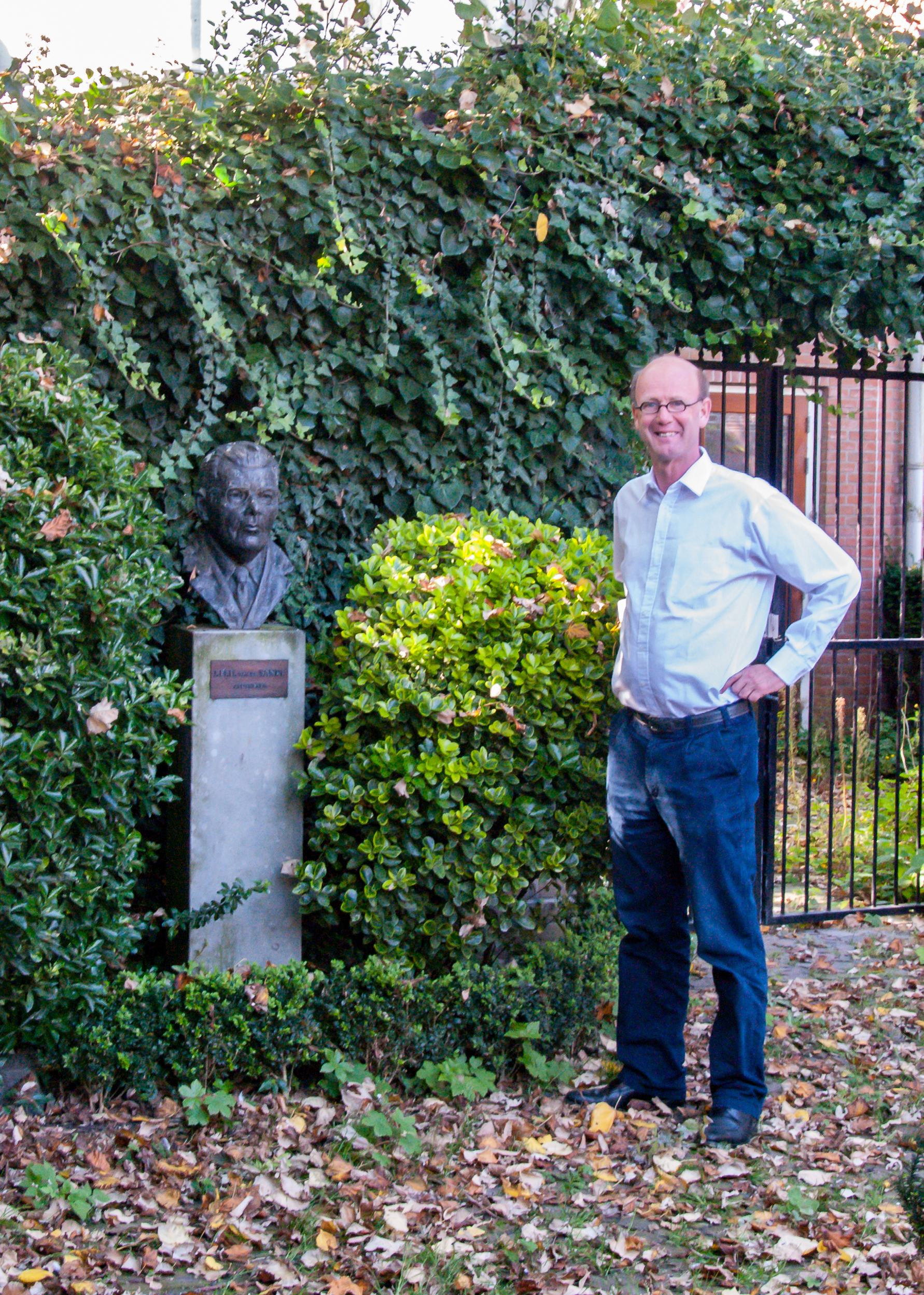
Bronzen kopportret van apotheker Van de Sande met zijn opvolger drs. M. Snoek.

Het hofje is niet toegankelijk voor publiek.